# Johann Henrich Benjamin Minnigerode
Johann Henrich Benjamin Minnigerode (* 1739 in Grünberg; † 14. oder 15. November 1789 zwischen Alsfeld und Romrod) war Stadtsyndicus in Alsfeld und Vertreter einer Staatsreform in der Landgrafschaft Hessen-Darmstadt.

## Familie
Benjamin Minnigerode war ein außerehelicher Sohn des Geheimen Rats, Oberforst- und Oberjägermeisters Heinrich von Minnigerode (1692–1749) und dessen Haushälterin Christine Lucia Romeisser (* 14. November 1709). Deren Großvater mütterlicherseits, Johann Bast, war Scharfrichter von Gießen gewesen.
Unter dem Namen „Henrich Roth“ – vermutlich um den „Makel“ der außerehelichen Geburt zu retuschieren – besuchte er die Stadtschule in Treysa. Zum 24. Oktober 1749 erreichte sein Vater eine Ehelichkeits-Erklärung für den Sohn unter dem Namen Johann Henrich Benjamin Minnigerode – das Adelsprädikat entfiel also.
Benjamin Minnigerode war zwei Mal verheiratet,
1. Marie Frederike Charlotte Schenck († 1767), 1764. Aus der Ehe gingen zwei Kinder hervor.
2. Juliane Charlotte Sophie Hallwachs (1747–1828), Tochter von Johann Konrad Hallwachs.[7]

Insgesamt hatte er mindestens acht Kinder, darunter:
- Ludwig Minnigerode (1773–1839), Jurist, Präsident der Provinzial-Regierung des Herzogtums Westfalen, später Präsident des Hofgerichts Darmstadt.
- Sophie, heiratete 1800 Johann Ernst Christian Schmidt, ordentlicher Professor der Theologie an der Universität Gießen und Vertreter der Universität in der ersten Kammer der Landstände des Großherzogtums Hessen vom ersten bis zum vierten Landtag (1820–1830).[9]

## Leben
Benjamin Minnigerode studierte ab 1758 an der Universität Gießen Rechtswissenschaften. 1771 war er im Staatsdienst Sekretär des Amtes Alsfeld. Daneben war er ab 1776 auch als Gerichtshalter und Justiziar verschiedener niederadeliger Patrimonialgerichte tätig. 1777 wurde er wegen „Unterschlagung, Erpressung und falscher Rechnungsführung“ strafrechtlich verfolgt, verurteilt und entlassen.
Erst 1782 gelang es ihm, beruflich wieder Fuß zu fassen und Stadtschreiber in Alsfeld zu werden. 1784 wurde er Stadtsyndikus und 1786 Vertreter der Stadt in den Hessischen Landständen. Benjamin Minnigerode versuchte, mit dem Rückenwind der Französischen Revolution, 1789 unter den Vertretern der Städte in den Landständen eine Koalition zu bilden, die darauf hinwirken sollte, die Privilegien der Städte in der Landgrafschaft wieder herzustellen. Er stellte damit den in der Landgrafschaft herrschenden bürokratischen Absolutismus in Frage. Landgraf Ludwig IX. beauftragte Adolf Ludwig Grolman (1722–1795), geheimer Rat, Regierungs- und Konsistorialdirektor in Gießen, mit den Ermittlungen in der Angelegenheit und ordnete an, den Verfasser der entsprechenden Korrespondenzen verhaften zu lassen. Er sollte in der Hauptwache in Gießen festgesetzt, eventuell später auf die Marxburg gebracht werden, die damals als Gefängnis benutzt wurde. Dazu wurde Benjamin Minnigerode in der Nacht vom 14. auf den 15. November 1789 in Alsfeld verhaftet und in einem Wagen abtransportiert. Es war ihm aber gelungen, vor seiner Verhaftung eine kleine Pistole, ein Terzerol, einzustecken, mit dem er sich erschoss, kurz nachdem der Transport Alsfeld verlassen hatte. Er wurde in aller Stille sofort auf dem nächsten erreichbaren Friedhof, in Romrod, begraben.